# Rezolucija Vijeća sigurnosti UN-a 843
Rezolucija Vijeća sigurnosti UN-a 843, jednoglasno je usvojena 18. lipnja 1993., nakon ponovnog potvrđivanja Rezolucije 724 (1991.) i članka 50. Povelje Ujedinjenih naroda. Vijeće je bilo svjesno činjenice da je sve veći broj zahtjeva za pomoć zaprimljen na temelju članka 50.
Članak 50 navodi da ako je bilo koja država ekonomski pogođena preventivnim ili prisilnim mjerama koje je poduzelo Vijeće sigurnosti protiv druge države, bivša država ima pravo konzultirati Vijeće kako bi pronašla rješenje za probleme. Odbor osnovan Rezolucijom 724 potvrđen je za obavljanje zadataka koji se odnose na članak 50. te je pozvan da da preporuke predsjedniku Vijeća sigurnosti za odgovarajuće djelovanje.

## Vanjske poveznice
| Wikizvor | Engleski Wikizvor ima izvorni tekst na temu: United Nations Security Council Resolution 843 |

- Text of the Resolution at undocs.org